# Yvan Van Velthoven
Yvan Van Velthoven (* 9. Mai 1970) ist ein belgischer Snookerspieler.

## Karriere
1986 erreichte Yvan Van Velthoven seine ersten großen Erfolge. Er wurde Belgischer U-21-Meister und, durch einen 7:6-Finalsieg gegen Titelverteidiger Mario Lannoye Belgischer Meister der Herren.
1988 und 1989 gelang ihm erneut der Finaleinzug, er unterlag aber jeweils Lannoye.
Bei der Belgischen Meisterschaft 1992 gewann er im Finale gegen Mario Geudens, zwei Jahre später wurde er durch einen Sieg gegen Danny Lathouwers Belgischer Meister.
2006 erreichte Van Velthoven nach zwölf Jahren erstmals wieder das Finale und verlor dieses nur knapp gegen Jim Spapen mit 6:7.
Im September 2010 gelang es ihm bei den Brugge Open, sich erstmals für die Hauptrunde eines PTC-Turniers zu qualifizieren. Dort unterlag er jedoch in der ersten Runde dem Engländer Jamie Cope.
Bei den Antwerp Open 2011 schied er in der Vorrunde gegen Ian Burns aus.
2012 wurde Van Velthoven im Finale gegen Kevin Van Hove zum vierten Mal Belgischer Meister und wurde zudem Belgischer Senioren-Meister.
Im November desselben Jahres erreichte er bei den Antwerp Open die Runde der letzten 64 und schied dort gegen den Thailänder Thepchaiya Un-Nooh aus.
2013 und 2014 verlor Van Velthoven jeweils das Finale der Belgischen Meisterschaft gegen Luca Brecel. 2014 wurde er zudem erneut Belgischer Meister der Senioren.
Zudem ist Van Velthoven erfolgreicher English-Billiards-Spieler.
1991 wurde er im Finale gegen Steve Lambrechts belgischer Meister, ein Jahr später unterlag er im Finale Martin Spoormans, bevor er 1993 erneut durch einen Finalsieg gegen Lambrechts Belgischer Meister wurde.